# Graziella (film, 2015)
Pour les articles homonymes, voir Graziella (homonymie).
Pour plus de détails, voir Fiche technique et Distribution.
Graziella est un film français réalisé par Mehdi Charef, sorti le 3 juin 2015.

## Fiche technique
- Titre français : Graziella
- Réalisation : Mehdi Charef
- Scénario : Mehdi Charef
- Photographie : Giorgos Arvanitis
- Musique : Éric Neveux
- Production : Michèle Ray-Gavras
- Pays d'origine :  France
- Genre : drame
- Date de sortie : 3 juin 2015

## Distribution
- Rossy de Palma : Graziella
- Denis Lavant : Antoine
- Claire Nebout : Alice
- Philippine Leroy-Beaulieu
- Bruno Lochet
- Astrid Whettnall
- François Négret
- Anne Benoît
- Bonnafet Tarbouriech